# Henri Yevele
Henry Yevele (vers 1320 – 1400) est le maître maçon le plus prolifique et le plus brillant de la fin du Moyen Âge en Angleterre. 

## Biographie
Le premier document à son sujet date du 3 décembre 1353. Dès 1356, il était devenu suffisamment connu pour rejoindre la commission des six maçons chargés d’informer le maire et les édiles sur les faits concernant leur corps de métier.
Son premier contact avec un bâtiment royal remonte probablement à mars 1357, lorsqu’il lui fut demandé de remodeler le manoir du Prince Noir à Kennington. Le 23 juin 1360, il fut nommé « superviseur » des travaux en cours au Palais de Westminster et à la Tour de Londres.
Au Palais de Westminster, on crédite Yevele de deux réalisations essentielles, à savoir la Tour des Joyaux (qui existe encore de nos jours) dans le Palais Privé et la tour de l’horloge (aujourd’hui détruite), qui se dressait face à la porte nord de Westminster Hall.
L'architecte a reconstruit la nef de l'abbatiale de Westminster en 1376.